# Langues han
Cet article traite des langues anciennement parlées en Corée. Ne doit pas être confondu avec les Langues chinoises ou les Han (ethnie chinoise).
Les langues han (en coréen : 한어 / 韓語) ou macro-coréaniques (selon Robbeets, 2020) sont un ensemble de langues anciennement parlées en Corée, dans les Samhan (« Trois han »)(confédérations de Jinhan, de Byeonhan et de Mahan). Si leur appartenance aux langues coréaniques est reconnue par une majorité de linguistes, elles sont très peu documentées, et écrites en caractères chinois, difficiles à interpréter. Elles sont mentionnées dans des écrits chinois qui contiennent aussi des noms de lieux. Elles auraient cohabité avec les langues japoniques péninsulaires. Le moyen coréen (ancêtre du coréen et du jeju) descendrait du sillan (la langue de Silla),,, langue appartenant à ce groupe. Les langues d'Usan et de Tamna, non-attestées, ont pu appartenir à ce groupe.

## Classification
Une théorie dominante, propose qu'il s'agit d'une des deux branches des langues coréaniques (l'autre étant les langues buyeo). Cependant, Robbeets (2020, 2021) propose qu'il s'agit de la seule branche des langues macro-coréaniques, placant les langues buyeo au sein des langues japoniques. Alexander Vovin et James Marshall Unger (en) proposent que les langues han étaient japoniques, et que le coréen et ses variétés descendent de la langue de Goguryeo et non de celle de Silla,. Cette théorie est contestée.
Le livre des Wei décrit les peuples han comme différant de ceux des royaumes de Goguryeo ou de Buyeo. Des écrits chinois affirment que les langues de Mahan et de Jinhan étaient différentes, et que celle de Byeonhan ressemblait à celle de Jinhan (Chroniques des Trois Royaumes), mais d'autres font état de différences entre ces deux langues (Livre des Han tardifs).
Au IVe siècle, Jinhan, Byeonhan, et Mahan sont remplacés par Silla, Gaya, et Baekje respectivement. Des informations sur les langues de ces Etats sont rares, à part pour les noms de lieux. Concernant la langue de Baekje, le livre des Liang (635) affirme qu'elle était exactement la même que celle de Goguryeo. Un mot a été directement attribué à la langue de Gaya : le mot pour "pont", qui ressemblerait au mot en vieux japonais de même sens. Le sillan (ou vieux coréen) n'est attesté que de manière fragmentaire.

## Classification interne
La classification ci-dessous est celle communément admise, plus les langues d'Usan et de Tamna, annotées d'un "?" pour marquer l'incertitude. Un regroupement en langues samhan a été proposé, excluant les langues d'Usan et de Tamna.
- langues han
  - langues samhan?
    - jinhan†
      - sillan†
        - moyen coréen†
          - coréen
          - jeju

    - byeonhan†
      - gaya†

    - mahan†

  - usan?†
  - tamna?†

## Données linguistiques
Les Chroniques des Trois Royaumes donne transcriptions de toponymes (54 à Mahan, et 12 à Jinhan et Byeonhan). Il semblerait que certains toponymes contiennent des suffixes,.
- Le préfixe *-peiliai ⟨卑離⟩ a été retrouvé dans six toponymes à Mahan et été comparé avec le mot puri ⟨夫里⟩ qui signifie ville en baekjean, et au moyen coréen tardif -βɨr qui signifie aussi ville.
- Deux toponymes de Byeonhan et un seul de Jinhan possèdent le suffixe *-mietoŋ ⟨彌凍⟩, que l'on peut comparer au moyen coréen tardif mith et au paroto-japonique *mətə, les deux signifient "base, bas". Selon Samuel Martin, il s'agit d'un cognat.
- Un toponyme de Byeonhan comprend le suffixe *-jama ⟨邪馬⟩, qui ressemble au proto-japonique *jama, qui signifie montagne.